# Laurence de Cambronne
Laurence de Cambronne (Casablanca, Marruecos, 1 de mayo de 1951) es una periodista, novelista y humanitaria francesa.

## Biografía
Descendiente de Arnouph Deshayes de Cambronne, propietario del Château d'Orrouy, y de Paul Cottin por parte de su padre, y de Ernest Picard-Destelan y Joseph Thebaud por parte de su madre, es sobrina del contralmirante François Picard-Destelan, del expresidente del Fondo Monetario Internacional Jacques de Larosière, del almirante de la Marina de los Estados Unidos Leo Hewlett Thebaud y del filántropo estadounidense Louis A. Thebaud.
Se inspiró en los diarios que llevaba su madre, Marie Picard Destelan, durante la Segunda Guerra Mundial, en sus breves anotaciones sobre sus actividades diarias y sus encuentros con un hombre casado, basándose en su padre, Claude de Cambronne, un fabricante de aviones y cofundador de Bordeaux-Aéronautique, la empresa arianizada de Marcel Dassault (antes Bloch); Raphael Alibert, quien promulgó la primera Ley sobre el estatus de los judíos en octubre de 1940; y René Hardy, sospechoso de haber facilitado el arresto de Jean Moulin y el general Charles Delestraint, para escribir Les petits agendas rouges en 2004. Su hermana, Béatrice de Cambronne, estilista, estuvo casada con el escritor y guionista belga-ruso André Couteaux, padre de Paul-Marie Coûteaux, político francés y miembro de Reconquête desde 2022.
Laurence de Cambronne estuvo casada con el periodista y productor de televisión francés Marc Gilbert de 1973 a 1982, y con el periodista Fabien Roland-Lévy de 1987 a 2003. En 1987, representada por el abogado monárquico Raymond de Geouffre de la Pradelle y su notario Bruno Cheuvreux, ganó en apelación y heredó de su primer marido, quien se suicidó en 1982, de un testamento descrito como un "voto piadoso" y estableció un precedente judicial.
Asistió al Cours Hattemer y Sainte-Marie de Neuilly.

## Carrera
Para Paris Match, de 1972 a 1983, escribió sobre playas nudistas, alcoholismo y entrevistó a Georges Dumézil para Le Point en 1984, después de unirse a la revista ELLE en 1983.
Fue subdirectora editorial de 1993 a 2008, y entrevistó para la revista a personalidades como Lionel Jospin, Jean-Pierre Chevènement, Édith Cresson, Georgina Dufoix, Michel Rocard y Françoise Fabius. Se encargó de las secciones Vie Privée, C’est mon histoire, Une journée avec, inspirada en la última página de The Sunday Times Magazine, One day in the life of y Elle à Paris.
También participó en 1996 en el lanzamiento del canal de televisión francés Téva.
En 2011, se retiró del "Premio Literario para el Conocimiento y la Investigación", creado por la novelista Laurence Biava, que premiaba "textos literarios sobre ciencia", cuando el activista neonazi Maxime Brunerie, conocido por haber intentado matar al expresidente de la República Jacques Chirac el 14 de julio de 2002, formaba parte del jurado.
En 2015, durante la crisis migratoria europea, se unió a asociaciones en Leros como voluntaria para ayudar a crear refugios para mujeres y niños sirios durante su migración a Grecia. Fue mencionada por Emmanuel Carrère en su libro Yoga (2020).
"Nuestra amiga Laurence de Cambronne, quien fue periodista antes de vivir en Patmos la mitad del año, ha vuelto para trabajar en un reportaje en Leros. Viene a cenar a casa, cuenta sus experiencias, se emociona. Habla del coraje de los migrantes, de la indiferencia de algunos, de la dedicación de otros, de un historiador estadounidense que lo dejó todo para hacer un trabajo maravilloso allí. Al escucharla, nos sentimos un poco avergonzados por nuestra despreocupación de ser felices en el mundo, vestidos con lino blanco elegantemente arrugado y ocupados principalmente en elegir la playa del día según la taberna y el toldo." (Emmanuel Carrère, Yoga, Éditions Gallimard, octubre de 2020)

### Escritora
- Le Danger de naître: Entretiens avec Laurence de Cambronne, con Claude Sureau, Plon, 1993
- Votre premier mois avec bébé: Les 100 questions que se pose une mère dans les jours qui suivent la naissance de son enfant, Robert Laffont, 1998[9]
- 4'Les petits agendas rouges, Plon, 2004
- 4'Les plus belles histoires d'amour de Elle: C'est mon histoire', con Antoine Silber, Robert Laffont, 2006

### Gestora de colección
- Gilles Verdiani, Mon métier de père, JC Lattès, 2012
- Marta de Tena, La garde alternée, JC Lattès, 2012
- Maryline Baumard, Vive la pension!, JC Lattès, 2012
- François Reynaert y Vincent Brocvielle, Le Kit du 21e siècle, JC Lattès, 2013
- Anne Dufourmantelle y Laure Leter, Se trouver, JC Lattès, 2014

### Biografías
- Madame de Staël, la femme qui faisait trembler Napoléon, Allary Éditions, 2015[10][11][12][13][12]
- Je suis d'Alep, itinéraire d'un migrant ordinaire, con Joude Jassouma, Allary Éditions, 2017

### Premios
Nominación al Prix Simone Veil des Femmes de Lettres